# Коваленко, Андрей Николаевич
Андре́й Никола́евич Ковале́нко (7 июня 1970, Балаково, Саратовская область, СССР) — советский и российский хоккеист, нападающий. Заслуженный мастер спорта СССР (1992). Депутат Государственной думы 7-го созыва.

## Биография

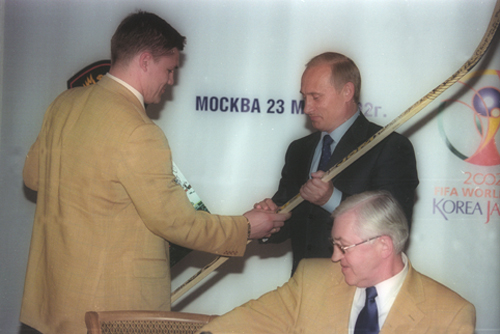
Коваленко вручает Владимиру Путину памятную клюшку, 2002 год.

Родился 7 июня 1970 года в городе Балаково Саратовской области. Начинал в дворовом хоккее, играл на турнирах «Золотая шайба». До 15 лет занимался в родном городе в ДЮСШ «Романтик» под руководством заслуженного тренера России Владимира Ильича Кулакова. Затем переехал в Горький, где играл в юношеских командах.
В сезоне 1987/88 играл за горьковское «Торпедо» в переходных играх. При этом некоторое время работал на местном заводе.
В середине 1988 призван в армию, службу проходил с июня 1988 по январь 1989 в калининском СКА МВО. В конце января 1989 получил приглашение из московского ЦСКА, где начал играть в 4-й пятерке. Первое время его партнёрами были Павел Костичкин, Игорь Чибирев, Вячеслав Буцаев.
В НХЛ выступал за «Квебек Нордикс» (1992—1995), «Колорадо Эвеланш» (1995—1996), «Монреаль Канадиенс» (1995—1996), «Эдмонтон Ойлерз» (1996—1999), «Филадельфия Флайерз» (1998—1999), «Каролина Харрикейнз» (1998—2000) и «Бостон Брюинз» (2000—2001).
С первых игр проявил себя как игрок таранного типа, любящий силовую игру, за что быстро получил прозвище «Русский танк».
В чемпионатах России играл за ярославский «Локомотив» (2001—2004), омский «Авангард» (2004—2005) и череповецкую «Северсталь» (2005—2008). Чемпион СССР в составе ЦСКА 1989 года. Чемпион России в составе «Локомотива» 2002 и 2003 годов, в этих же годах признавался лучшим снайпером и самым ценным игроком чемпионата. В 2005 году выиграл «Кубок Европейских чемпионов» вместе с «Авангардом».
Играл за сборную страны. Серебряный призёр чемпионата мира среди молодёжи 1990 года. Олимпийский чемпион 1992 года, серебряный призёр Олимпиады 1998 года. Серебряный призёр Чемпионата мира 2002 года.
Завершил карьеру в 2008 году и стал председателем профсоюза игроков КХЛ. Является членом Правления и куратором конференции «Центр» Ночной Хоккейной Лиги (www.nhliga.org), ведя деятельность по развитию любительского хоккея.
В Балаково с 2014 года проходит турнир «Золотая шайба» среди детских команд на призы Коваленко.
9 марта 2018 года Коваленко в полуфинальном матче Кубка Вызова среди ветеранов ударил главного судью Владислава Киселева. Коваленко удалили на две минуты за удар клюшкой, однако после того, как штрафное время закончилось, он вышел на лед и атаковал арбитра. Удар пришёлся в челюсть, и хотя арбитр смог продолжить матч, после игры он был отправлен в больницу. Врачи диагностировали у него сотрясение мозга. Арбитр обратился в полицию.
В сентябре 2018 года избран депутатом Ярославской областной Думы по списку партии «Единая Россия». В Думе занимал должность заместителя председателя комитета по экономической политике, инвестициям, промышленности и предпринимательству.
В сентябре 2020 года избран депутатом Государственной Думы Российской Федерации 7 созыва на дополнительных выборах по одномандатному округу № 194 (Ярославская область).
В сентябре 2021 года на выборах депутатов Государственной Думы Российской Федерации 8 созыва занял второе место, уступив представителю «Справедливой России- За Правду», экс-губернатору Ярославской области Анатолию Лисицыну.

### Семья
Женат, имеет шесть детей и двух внуков. Сыновья Николай, Данила и Иван. Есть старший брат (старше на 6 лет, по профессии военный).

## Статистика
| Легенда | Легенда                    | Легенда | Легенда                   | Легенда | Легенда    |
| ------- | -------------------------- | ------- | ------------------------- | ------- | ---------- |
| И       | Количество проведённых игр | Штр     | Штрафное время            | +/−     | Плюс-минус |
| Г       | Голы                       | П       | Голевые передачи          | О       | Очки       |
| -       | Статистика неизвестна      | —       | Статистика не учитывалась |         |            |